# Tom Williamson
Thomas S. "Tom" Williamson III (1990) es un actor estadounidense conocido por papel recurrente como AJ Hensdale en el drama de Freeform, The Fosters.

## Primeros años y educación
Williamson nació como Thomas S. Williamson III en Washington D. C., siendo hijo de Tom Williamson y Shelley Brazier. Es uno de tres hijos. Su padre es un abogado senior en Covington & Burling —un prestigioso bufete de abogados en D.C.— Asistió a Gonzaga College High School donde jugó baloncesto, atletismo y participó en el programa de teatro musical. Williamson se graduó en 2008. Asistió a la Universidad del Sur de California y se graduó en 2012 con un grado en comunicaciones y estudios de medios.

## Carrera
En 2013, Williamson apareció en la película de terror All Cheerleaders Die, una remake de Lucky McKee de 2001 del mismo nombre. El film marcó su debut cinematográfico. En octubre de 2014, Williamson fue uno de los 20 actores en participar en los ABC Network 34th annual Talent Showcase. En abril de 2015, se anunció que Williamson interpretaría a AJ en la serie de ABC Family, The Fosters. Williamson apareció junto con Sharon Stone en la película de 2017, Running Wild.

## Filmografía
| Cine          | Cine                 | Cine                 | Cine                                       |
| Año           | Título               | Rol                  | Notas                                      |
| ------------- | -------------------- | -------------------- | ------------------------------------------ |
| 2013          | All Cheerleaders Die | Terry Stankus        |                                            |
| 2014          | Dark Nights          | Adam                 |                                            |
| 2014          | Collision            | Charlie              |                                            |
| 2016          | Bus Driver           | Holden               |                                            |
| 2017          | Running Wild         | Debrickshaw Smithson |                                            |
| 2017          | No Way to Live       | Monty                |                                            |
| 2018          | Five Piece           | Adrian               |                                            |
| Televisión    |                      |                      |                                            |
| Año           | Título               | Rol                  | Notas                                      |
| 2013          | Criminal Minds       | James Barfield       | Episodio: "Restoration                     |
| 2014          | Switched at Birth    | Kip                  | Episodio: "The Past (Forgotten-Swallowed)" |
| 2014          | The Goldbergs        | Dwayne Martin        | Episodio: "Love Is a Mix Tape"             |
| 2015          | K.C. Undercover      | Príncipe Promomomo   | Episodio: "Daddy's Little Princess"        |
| 2015–presente | The Fosters          | AJ Hensdale          | Papel recurrente; 35 episodios             |
| 2016          | Rizzoli & Isles      | Gary Carver          | Episodio: "Shadow of Doubt"                |
| 2017          | NCIS                 | Stoddard             | Episodio: "Something Blue"                 |
| 2017          | Code Black           | Russell Danvers      | Episodio: "The Devil's Workshop"           |
| 2017          | Hello Cupid: Farrah  | Justin               | Cortometraje                               |
| 2017          | Sexless              | Justin               | Episodio: "The Farrah Episode"             |
| 2017          | Idiotsitter          | Desconocido          | 4 episodios                                |
| Web           |                      |                      |                                            |
| Año           | Título               | Rol                  | Notas                                      |
| 2013          | Counseling Crazy     | Mikey                | Desconocido                                |
| 2013          | So Awkward           | Chaz                 | 1 episodio                                 |